# Bembidion vespertinum
Bembidion vespertinum är en skalbaggsart som beskrevs av Thomas Casey. Bembidion vespertinum ingår i släktet Bembidion och familjen jordlöpare. Inga underarter finns listade i Catalogue of Life.